# Гольмґард
Го́льмґард (у сагах Hólmgarðr) — у скандинавських сагах назва давнього міста Руси, у певні часи — резиденції чи столиці Володимира Святославича, його синів Вишеслава та Ярослава. Розташовувався на «Східному шляху» («Austrverg») з варягів у греки. Назва «Гольмґард» зустрічається в саґах більше 100 разів. Значний скандинавський центр Руси.
Поки не встановлено точної назви міста давньоруською мовою. Імовірні варіанти — Ґньоздово, Свиничеськ, Холм-Город. Археологічні розкопки довели, що його не варто ототожнювати із Новгородом на Волхові (включаючи поселення на Славенському кінці) чи гіпотетичним Новгородом на Лузі. Джерела та археологічні матеріали дозволяють стверджувати, що Гольмґард розташовувався на Дніпрі.
За російським істориком О. Ридзевською, назва походила від слів: «Hólme» (острів), «garðr» (садиба, хутір).
Згідно зі скандинавськими сагами:
- був відомим центром від Ісландії та Фарерських островів від останньої чверті ІХ ст.,
- тут функціонував міжнародний торг,[2] зокрема, прибували візантійські купці,
- у місті були князівський двір з палацом, річковий порт[2],
- можна стверджувати про наявність церкви св. Олафа та ґотського іноземного двору (купці з Ґотланду),[6]
- Володимир Святославич та його син Ярослав були «конунґами» Гольмґарда,
- ісландські та норвезькі джерела описують окрему групу купців, які торгували з Гольмґардом — «гольмґардафарі», які заходили на Фарери та Ісландію,[2]
- чверть, може, більше, населення складали скандинави,[7]
- 995 року був спустошений як помста шведам.[8]

Тривалий час істориками ототожнювали Гольмґард з Новгородом на Волхові, зокрема, з його Рюриковим Городищем. Відсутність будь-яких археологічних артефактів, раніших 1044 року у Новгороді та наявність чисельних скандинавського походження — у курганах біля теперішнього села Ґньоздова поблизу місця впадіння річки Свинець (рос. Свинец) у Дніпро, на думку Леонтія Войтовича, дозволяє припустити, що саме городище Ґньоздово було Гольмґардом. До Ґньоздова легко добратися Західною Двіною та Касплею через один простий волок.
Також учений припускає, що Гольмґард—Холм-Город—Ґньоздово як Арта став відомий арабським купцям з початку Х ст., коли тут за участи вікінґів сформувався значний торговий центр. Назва Арта нагадує назву теперішнього міста Орша (перша згадка — 1067 рік). Місто занепало після заснування Новгорода на Волхові, куди переніс резиденцію Володимир Ярославич, а з ним перебралися вікінґи. Слов'янське та купецьке населення міста перебралося до сусідніх Смоленська й Орші.
Згідно з сагами, тут перебували королі Норвегії:
- у свого дядька Сігурда — брата матері Астрід — Олаф I Трюґґвасон, де він зарубав сокирою свого кривдника — пірата Клеркона, за що йому згідно місцевих законів загрожувала смертна кара. Хлопця взяла під свій захист дружина Володимира Святославича Аллоґія (Олова);
- Магнус I «Добрий» провів тут багато років в еміграції, у 1034 році звідси вирушив до шведської Сіґтуни та Норвегії.[11]

## Етимологія
Відповідні слова до першого композиту («Гольм») у спільному значенні «острівець» трапляються не лише у шведській («hólme»), але й у давньоісландській мові («hólmr») [Левицкий В. В. Этимологический словарь германских языков. Т. 1. Винница, «Нова книга», 616 стр. С. 286]. Позаяк саґи були написані на давньоісландській мові, можна припустити, що остаточно відповідний топонім сформувався саме у контексті цієї мови. Інше питання – у контексті якої мови він виник? Якщо давньоруської – тоді його первинна форма була: «Холмгород». Констянтин Багрянородний згадує Вишгород як «Вусеград»: очевидно, його інформатор знав одну зі слов’янських мов, для яких характерне неповноголосся, скажімо, македонську, сербську чи болгарську. У випадку із трансформацією Холмгорода у Холмград – відбувалося, можливо, те ж саме.
Зрозуміло, що давні ісландці переосмислили цю назву у відповідності до семантики власної мови – підстава для цього існувала – поряд із Києвом на Дніпрі було кілька островів та півострів (зокрема, сучасний Труханів острів). Піщана коса, яка відділяла Почайну від Дніпра, також могла вважатися «островом». А саме на Почайні знаходилася пристань для кораблів, яка використовувалася ще навіть у ХVІІ ст. Чи міг називатися Київ «Холмгородом» у ранній період давньоруської доби – хоча б у середовищі якоїсь частини слов’янського населення Київської Русі? На мою думку Віктора Кирія таке цілком можливо. По-перше: вище над Києвом, приблизно на відстані 15 км знаходиться Вишгород. Назва цього міста виникла не тому, що Вишгород розташований вище за Київ над рівнем моря – насправді – все навпаки, але тому, що він вище за Київ по течії Дніпра. Унікальність локалізації Києва полягає в тому, що вона потрапляє на межу Придніпровської височини (частини Українського кристалічного щита); Придніпровської низовини та Поліської низовини. Київське плато, порізане сіткою ярів на окремі височини («гори»), висота яких сягає до 196 м над рівнем моря, знаходиться на правому березі Дніпра. Саме тут і розташована історична частина Києва. Київські пагорби – «гори», як їх називають давньоруські літописці, зокрема Старокиївська Гора – можуть слугувати достатньою підставою для виникнення назви «Холмгород». А тепер пригадаймо, що араби називали Київ «Куябою» (чи «Куявою»). На основі арабської це слово не етимологізується. Пригадаймо, що візантійці називали Київ топонімом «Кіоава» [Константин Багрянородный, «Об управлении государством», М. 1989, с. 47]. Останній може походити від «Куява». Як свідчать дані Етимологічного словника української мови в 7 томах (АН УРСР. Ін-т мовознавства ім. О. О. Потебні; Редкол. О. С. Мельничук (головний ред) та ін. – К. Наук. думка, 1983), в українській мові наявна відповідна апелятивна лексема «куява», одне зі значень якої є таким: «крутий горб» (йдеться про ландшафтний горб – пагорб, а не про якийсь інший). У давньоруській мові він частіше називався словом «холм». До речі, можливо, Данило Галицький якимось чином знав про більш давню назву Києва (Холмгород), саме тому й вирішив назвати свою новозбудовану замість зруйнованого Галича столицю ойконімом «Холм».
Тут виникає ще одне питання: чому літописці давньоруської доби жодним словом не згадують про те, що Київ колись мав іншу назву? На думку Віктора Кирія це було із політичних міркувань. Справа у тому, що топонім «Київ» не є оригінальним, а переважаюча кількість його аналогів та похідних від них знаходяться за історичними межами давньоруської держави потрапляючи при цьому в геополітичний простір білохорватської колонізації навколишніх земель, який простежується у відповідності до поширення архаїчних топонімів на -ичі. Встановлений таким чином ареал білохорватської колонізації захоплює сусідню із Житомирщиною (яка була органічною частиною Білої Хорватії) північно-західну частину Київщини – включно з Києвом. Усе це в сукупності свідчить про те, що свого часу – ймовірно, у межах VІІ – кінця VІІІ ст. – білі хорвати певний час володіли Києвом, який до цього належав полянам, і принесли йому свою назву, що існує й донині. Як називався Київ до біло-хорватської експансії на його територію – про це можна лише здогадуватися за його скандинавською назвою: «Гольмґард». На думку Віктора Кирія – «Холмгородом».

## Версія про те, що Гольмґард - це Київ
Позаяк традиція ототожнення Гольмґарду із Новгородом не підтверджується на археологічному матеріалі та вступає у суперечність зі значною кількістю скандинавських середньовічних писемних джерел, її слід вважати помилковою. Перелічимо ці джерела.
1. У «Сазі про Маґнуса Голоногого» київського князя Володимира Мономаха, який ніколи не князював і не народжувався у Новгороді названо «конунґом Вальдамаром із Гольмґарду». При цьому неможливо, щоб автор переплутав Володимира Мономаха із якимось іншим князем, позаяк у контексті він детально описав усю його родину: назвав ймення першої його дружини, їхнього сина Мстислава-Гаральда, ймення батька його дружини – Гаральда ІІ короля Англії, і ймення внуки. Ця саґа була записаною не пізніше за 1230 р.
2. У «Сазі про Гаральда Суворого» кілька разів згадано про постійне місцеперебування Ярослава Мудрого у Гольмґарді у межах 1030 – 1043 рр., коли Ярослав Мудрий князював у Києві. Коли ж йдеться про 1043 р., автор прямим текстом називає Ярослава «конунґом Гольмґарду».
Ця саґа була записаною не пізніше за 1230 р.
3. У «Сазі про оркнейців» одного разу згадано про постійне місцеперебування Ярослава Мудрого у Гольмґарді – у контексті тих років, які Гаральд Суворий був на службі в Константинополі (1036 – 1042 рр.) – коли Ярослав Мудрий князював у Києві. Ця саґа була записаною не пізніше за 1220 р.
4. Із «Саґи про Хрольва Пішохода» дізнаємося, що Кенуґардія («Кенуґарди») – це лише третя частина Гольмґардії («Гольмґардаріки»), яка знаходиться на її окраїні біля гірського хребта; і про те, що терміни «Гольмґардаріка» та «Ґардарікі» (Русь) – є тотожними. Це не дозволяє ототожнити Кенуґардію із Київським князівством, натомість випливає висновок, що Київське князівство – Гольмґардія, позаяк воно домінувало над всією Руссю.
5. У «Таттрі про Еймунда» Гольмґард названо «найбільшим і найкращим володінням Ґардарику», що відповідає Києву, а про Кенуґардське князівство згадано як про «вдвічі більше за Полоцьке», що Київському князівству не відповідає. Ярослав Мудрий тут згадується як конунґ Гольмґарду на час свого конфлікту із князем Брячиславом Полоцьким (бл. 1024 р.), коли  Ярослав був князем Київським.
6. У «Великій сазі про Олафа Трюґґвасона», написаній не пізніше за 1300 р., вказано, що Володимир Великий князював у Гольмґарді на період служби у нього Олафа Трюґґвасона і, на той час, коли Олав залишив цю службу 986-87 року та на час повернення Олафа до Гольмґарду 988 р. Тут Гольмґард цілком однозначно ототожнюється з Києвом, де у відповідні роки князював Володимир Великий.
7. У «Сазі про Хрещення» сказано, що Кенуґард розташований вздовж лівого берега Дніпра («на схід від Непру»). Це неможливо узгодити із версією «КенуґардКиїв», позаяк Київ розташований на правому березі Дніпра.
8. У «Сазі про гутів», створеній у першій чверті ХІІІ ст. в Ісландії, сказано, що Ярослав Мудрий князював у Гольмґарді на той час, коли відбувалися описувані події. Йдеться про події 1028 р., коли Ярослав Мудрий князював у Києві, що є достеменно відомим фактом.
9. У низці саґ Альдейґ’юборґ показаний таким чином, що його неможливо ототожнити із Ладогою, зате він цілком органічно ототожнюється із Плісненськом. А відтак Гольмґард не може бути Новгородом, а лише – Києвом.
Це такі саґи:
а). «Саґа про Олафа Святого» (CCLI), де показано шлях зі Скандинавії до Альдейґ’юборґу як дуже тривалий.
б). «Саґа про Маґнуса Доброго» (І), яка розміщує Гольмґард на схід від Альдейґ’юборґу, тоді як Новгород розташований значно західніше від Ладоги, а Київ справді лежить на схід від Плісненська.
в). «Саґа про Олафа Трюґґвасона» (XC), де описано зруйнування та спалення Альдейґ’юборґу 995-996 рр., що не узгоджується з археологічними дослідженнями Ладоги, але узгоджується із археологічними дослідженнями Плісненська.
г). «Саґа про оркнейців» (ХХІ), де описана подорож із Альдейґ’юборґу до Гольмґарду кіньми (тоді як між цими містами, як правило, подорожували Волховом).
д). «Саґа про Гаральда Суворого» (ХVІІ), де Гаральд Суворий їде із Гольмґарду до Альдейг’юборґу суходолом, залишивши у Гольмґарді свої кораблі, якими прибув сюди із Міклаґарду (Константинополя). А в Альдег’юборзі будує нові кораблі для подорожі до Скандинавії. За умови, що тут йшлося б про Новгород та Ладогу, ці дії були б абсурдними.
е). «Саґа про Гальвдана Ейстейнссона» (ІІ; ІV), де сказано, що Альдейґ’юборґом правив конунґ (король, князь), а північніше від цього князівства знаходилося інше – столицею якого був Алаборґ. Якщо Плісненськ ототожнити із Альдейг’юборґом, то Луцьк, розташований від Плісненська на північний схід, ототожнюється із Алаборґом. Якщо ж Альдейг’юборґ ототожнити із Ладогою, тоді Алаборґ мав би знаходитись на дні Ладожського озера. При цьому обидві держави були достатньо великими, хоч Алаборґ і меншим за сусіднє князівство (ХІ).
Щодо питання про ототожнення Кенуґарду із певним давньоруським містом – його слід вважати не з’ясованим остаточно. Безсумнівним лишається те, що Кенуґард неможливо ототожнити із Києвом і, що територія Кенуґардського князівства певний час межувала із певним гірським ланцюгом. Чи йдеться тут про Кавказький хребет, чи про Карпати – відповісти на це питання наразі важко, позаяк згадок про Кенуґард у саґах занадто мало і вони – суперечливі. Назва Кенуґардія може бути узагальнюючою для всіх давньоруських земель, розташованих на Лівобережжі Дніпра, або ж – для давньоруських земель, розташованих північніше за Сколівський гірський масив. Топонім «Кенуґард» іноді міг вживатися у значенні «Кенуґардія». З містом Кенуґардом може бути ототожненим лише Переяслав та Чернігів («Саґа про Хрещення»). Найбільш ймовірно, що «Кенуґардом» називали все Лівобережжя Дніпра, а «Кенуґардами» (у множині) – Білу Хорватію (розташовану приблизно у межах сучасної Львівщини) разом з Волинню.
Усього цього – більш ніж достаньо, аби ототожнення Гольмґарду із Києвом вважати безсумнівним, а не якоюсь там гіпотезою.